# Shirobako
Shirobako (シロバコ lit. Caja blanca?) es una serie de anime de televisión producido por Warner Entertainment Japan y P.A. Works estudio, que se encargó de la animación. La serie fue dirigida por Tsutomu Mizushima y se emitió en Japón entre el 9 de octubre de 2014 y el 26 de marzo de 2015. Una adaptación del manga comenzó la serialización en la revista de ASCII Media Works Dengeki Daioh en septiembre de 2014, y una novela fue publicada por Shueisha en enero de 2015. Se realizaron 24 episodios en total.
El título Shirobako se refiere a los vídeos que se distribuyen a los miembros del personal de la producción antes de su lanzamiento. Estos videos fueron a la vez distribuidos como cintas de VHS encerradas en cajas blancas y todavía se les conoce como "cajas blancas" (así el significado de shirobako) a pesar de que los gabinetes blancos ya no están en uso.
La serie de anime ha sido condecorada con el premio a la "Mejor Animación del Año" en la ceremonia de los Tokyo Anime Awards del año 2016.

## Argumento
La historia sigue a un grupo de cinco mejores amigas, Aoi Miyamori, Ema Yasuhara, Shizuka Sakaki, Misa Tōdō y Midori Imai, todas van en la industria del anime después de sus experiencias en el club de la animación de su escuela secundaria. La serie representa las preocupaciones cotidianas y las dificultades que las cinco experimenta en sus respectivos puestos de trabajo, así como sus esfuerzos para superarlos, en gran parte se centra en Aoi y el personal de estudio de animación Animación Musashino mientras trabajan en la realización de dos series de anime.

## Personajes

### Principales
Aoi Miyamori (宮森 あおい?)
Voz por: Juri Kimura
Es una asistente de producción de la compañía Musashino Animation, después se convierte en productora. Fue alumna en la escuela preparatoria Kaminoyama, pertenecía al club del animación. Es llamada "Oi-chan" por sus amigas Ema, Shizuka, Misa y Midori. Con casi dos años y medio trabajando en Musashino Animation, desarrolló habilidades como conducir a alta velocidad. Sus compañeros de trabajo Erika Yano y Tatsuya Ochiai, también asistentes de producción. Ella ha mencionado varias veces que no ha decido cual rol tomar en la industria del anime.
Ema Yasuhara (安原 絵麻?)
Voz por: Haruka Yoshimura
Una de las animadoras de Musashino Animation, estuvo en la misma escuela y club que Miyamori. Fue elevada al puesto de supervisora de animación para la segunda serie que produjo el estudio. Admira el trabajo de la diseñadora de personajes Rinko Ogasawara. Es un poco callada y al principio no tiene confianza en sí misma.
Shizuka Sakaki (坂木 しずか?)
Voz por: Haruka Chisuga
Es una actriz de voz o seiyu de la compañía Akaoni Production, también fue miembro del club de animación junto a Ema y Aoi. Es llamada "Zuka" por sus amigas. Tiene un empleo de tiempo parcial como camarera en un bar. Obtiene un rol en la serie The Third Girls Aerial Squad de Musashino Animation.
Misa Tōdō (藤堂 美沙?)
Voz por: Asami Takano
Es una aspirante a diseñadora 3D por computadora. Fue miembro del club de animación de la escuela preparatoria Kaminoyama. Tuvo un empleo en la compañía de gráficas por computadora Super Media Creations, pero termina renunciando por su poca satisfacción con el trabajo. Se inspiró en los dibujos de Ema para ser diseñadora 3D; le gustan los trabajos que le hagan sentir emociones.
Midori Imai (今井 みどり?)
Voz por: Hitomi Ōwada
Estudiante universitaria que quiere ser guionista. Fue miembro del club con sus cuatro amigas. La más joven del grupo, su entusiasmo en la investigación para la serie Exodus! hace que sea llamada "Diésel". Después es contratada por Musashino Animation como investigadora y asistente en el desarrollo del guion.

### Equipo de Musashino Animation
Equipo de producción 
Yutaka Honda (本田 豊?)
Voz por: Shūya Nishiji
Jefe de producción de Musashino Animation. Deja la compañía para dedicarse a la repostería. Tras su salida, ocasionalmente visita a sus compañeros llevando consigo diversos postres de su nuevo negocio.
Tarō Takanashi (高梨 太郎?)
Voz por: Hiroyuki Yoshino
Asistente de producción de Musashino Animation. Tras la salida de Honda, Tarou es elegido jefe de asistentes de producción. Es conocido por ser irresponsable, escandaloso y egocéntrico. Sus compañeras Aoi y Erika entre otros, lo ven un poco molesto o con idiferencia.
Erika Yano (矢野 エリカ?)
Voz por: Yuri Yamaoka
Asistente de producción de Musashino Animation. La más cercana compañera de trabajo de Aoi, de temperamento calmado y una actitud gentil. Su padre enfermo le ocasiona algunos problemas con su trabajo.
Tatsuya Ochiai (落合 達也?)
Voz por: Yoshitsugu Matsuoka
Asistente de producción de Musashino Animation. A pesar de no hablar con casi nadie, es respetado por todos en la oficina. Deja su trabajo para dedicarse a Jefe de producción para la compañiaStudio Canaan, a petición de un colega.
Tsubaki Andō (安藤 つばき?)
Voz por: Ikumi Hayama
Nueva asistente de producción de Musashino Animation. Es una otaku y entusiasta, lo que ocasiona que sea un poco olvidadiza.
Sara Satō (佐藤 沙羅?)
Voz por: Madoka Yonezawa
Nueva asistente de producción de Musashino Animation. Muy responsable pero mala con las direcciones.
Daisuke Hiraoka (平岡 大輔?)
Voz por: Yūsuke Kobayashi
Nuevo asistente de producción de Musashino Animation. Tras la salida de Honda, es elegido por su experiencia en varias compañías. Se enfada muy fácil, tiene muchos contactos en varias compañías, pero la mayoría son gente mediocre en su trabajo.

 Departamento de animación 
Rinko Ogasawara (小笠原 綸子?)
Voz por: Ai Kayano
Animadora clave, diseñadora de personajes y supervisora general de animación de Musashino Animation. Fue la diseñadora de los personajes de la serie anime Exodus!, deja su puesto como diseñadora para enfocarse en la animación. Es de actitud calmada y viste trajes de estilo ghotic lolita. Juega softball en su tiempo libre.
Yumi Iguchi (井口 祐未?)
Voz por: Manami Numakura
Animadora clave de Musashino Animation. Fue supervisor general de animación para la serie anime Exodus! y la diseñadora de personajes para la serie Tercer Escuadrón Aéreo de Chicas.
Ryōsuke Endō (遠藤 亮介?)
Voz por: Shinobu Matsumoto
Animador clave de Musashino Animation. Supervisor de animación de la serie Exodus! en varios episodios. Un poco molesto cuando cuestionan su trabajo y mantiene una rivalidad con Misato Segawa.
Akane Uchida (内田 茜?)
Voz por: Rie Takahashi
Animador clave de Musashino Animation.
Hikaru Hotta (堀田 光?)
Voz por: Riki Kitazawa
Animador clave de Musashino Animation. Propone la animación a mano en lugar de usar gráficos por computadora (CG) para ello.
Ai Kunogi (久乃木 愛?)
Voz por: Shiori Izawa
Animadora de entrecapas de Musashino Animation. Fue promovida como animadora clave para el anime Tercer Escuadrón Aéreo de Chicas. Es muy tímida, no logrando articular casi ninguna frase completa cuando intenta hablar. Es muy apegada a Ema, quien interpreta lo que intenta decir.
Shigeru Sugie (杉江 茂?)
Voz por: Motoi Koyanagi, Shinya Takahashi (joven)
Animador clave de Musashino Animation. Fue diseñador de personajes para la compañía extinta Musashino Pictures. Por su edad, no fue elegido en el equipo de producción de Exodus!, pero termina haciendo trabajos del episodio final, donde dibuja la animación de caballos realistas. No dibuja moe y se especializa en animar otros animales de manera realista.

### Medios de comunicación
Manga 
Una adaptación llamada Kaminoyama Kōkō Animation Dōkōkai (SHIROBAKO 〜上山高校アニメーション同好会〜?) fue escrita por Kenji Sugihara e ilustrada por Mizutama, inicia su serialización en noviembre de 2014 en la revista Dengeki Daioh de ASCII Media Works.
 Anime 
Una serie de anime de 24 episodios fue producida por Warner Entertainment Japan y P.A.Works. Bajo la dirección de Tsutomu Mizushima y escrita por Michiko Yokote, la música fue creada por Shirō Hamaguchi.
La serie fue estrenada en Tokyo MX entre el 9 de octubre de 2014 y el 26 de marzo del 2015, transmitida de manera simultánea por Crunchyroll. Dos OVA cuentan el primer episodio de las series que el equipo de producción de Musashino Animation produjeron en la serie. Dichos especiales están incluidos en el Blu-ray Disc/DVD que fue lanzado en febrero de 2015. La serie fue licenciada por Sentai Filmworks en Estados Unidos y Madman Entertainment lanzó la serie para Australia y Nueva Zelanda. Jonu Media obtuvo la licencia de la serie en España.
Para los primeros doce episodios el tema de apertura es Colorful Box por Yoko Ishida, mientras el tema de cierre es  Animetic Love Letter interpretado por Juri Kimura, Haruka Yoshimura, y Haruka Chisuga.
El opening del episodio uno es I'm Sorry Exodus (あいむそーりーEXODUS Aimu Sōrī Ekusodasu) interpretado por Tracy (Mai Nakahara, Shizuka Itō, and Ai Kayano). Del episodio trece en adelante el tema de apertura es "Takarabako (Treasure Box)" (宝箱-TREASURE BOX) por Masami Okui, mientras el ending es "Platinum Jet" (プラチナジェット Purachina Jetto interpretado por Donuts Quintet (Kimura, Yoshimura, Chisuga, Asami Takano, and Hitomi Ōwada). El ending del episodio 19 es "Yama Harinezumi Andes Chucky" (山はりねずみアンデスチャッキー Yama Harinezumi Andesu Chakkī?, Andes Chucky, el erizo de la montaña) por Miyuki Kunitake.

 Lista de episodios
| #  | Título | Estreno                 |
| -- | --- | ----------------------- |
| 1  | «¡Exodus para mañana!» «Ashita ni Mukatte, Ekusodasu!» (明日に向かって、えくそだすっ!)                                          | 9 de octubre de 2014    |
| 2  | «¡Arupin ha llegado!» «Arupin wa Imasu!» (あるぴんはいます!)                                                                    | 16 de octubre de 2014   |
| 3  | «No más episodios de recapitulación» «Sōshūhen wa Mō Iya da» (総集編はもういやだ)                                               | 23 de octubre de 2014   |
| 4  | «Lo he arruinado completamente» «Watasha Shippai Koichimatte sa» (私ゃ失敗こいちまってさ)                                       | 30 de octubre de 2014   |
| 5  | «¡Aquellos que culpan a otros!» «Hito no Sei ni Shiteiru yōna Yatsu wa Yamechimae!» (人のせいにしているようなヤツは辞めちまえ!) | 6 de noviembre de 2014  |
| 6  | «Idepon Miyamori: Al ataque» «Idepon Miyamori Hatsudō-hen» (イデポン宮森 発動篇)                                                | 13 de noviembre de 2014 |
| 7  | «Retake con el gato» «Neko de Riteiku» (ネコでリテイク)                                                                         | 20 de noviembre de 2014 |
| 8  | «No te estoy culpando» «Semeterun Janai Kara ne» (責めてるんじゃないからね)                                                     | 27 de noviembre de 2014 |
| 9  | «¿Qué crees que intento decirte?» «Nani o Tsutaetakattan da to Omou?» (何を伝えたかったんだと思う?)                             | 4 de diciembre de 2014  |
| 10 | «Solo una vez más» «Ato Ippai dake ne» (あと一杯だけね)                                                                         | 11 de diciembre de 2014 |
| 11 | «La pequeña chica de los cortes» «Genga Uri no Shōjo» (原画売りの少女)                                                          | 18 de diciembre de 2014 |
| 12 | «Navidad Exodus» «Ekusodasu Kurisumasu» (えくそだす·クリスマス)                                                                 | 25 de diciembre de 2014 |
| 13 | «¿Qué tipo de nubes te gustan?» «Suki na Kumo tte Nan desu ka?» (好きな雲って何ですか?)                                         | 8 de enero de 2015      |
| 14 | «La junta de audiciones» «Jinginaki Ōdishon Kaigi!» (仁義なきオーディション会議!)                                               | 15 de enero de 2015     |
| 15 | «¿Estos dibujos funcionarán?» «Konna E de Iin desu ka?» (こんな絵でいいんですか？)                                              | 22 de enero de 2015     |
| 16 | «Table Flip» «Chabudai Gaeshi» (ちゃぶだい返し)                                                                                 | 29 de enero de 2015     |
| 17 | «Donde estoy...» «Watashi Doko ni Irun deshō ka...» (私どこにいるんでしょうか...)                                               | 5 de febrero de 2015    |
| 18 | «You Set Me Up!» «Ore o Hameyagatta na!» (俺をはめやがったな!)                                                                  | 12 de febrero de 2015   |
| 19 | «¿Entiendes?» «Tsuremasu ka?» (釣れますか?)                                                                                     | 19 de febrero de 2015   |
| 20 | «¡Daré lo mejor, Mustang!» «Ganbari-Masutangu!» (がんばりマスタング!)                                                           | 26 de febrero de 2015   |
| 21 | «No atrapes a la calidad» «Kuoriti o Hitojichi ni Sunna» (クオリティを人質にすんな)                                             | 5 de marzo de 2015      |
| 22 | «Noa's in Her Underwear.» «Noa wa Shitagi desu.» (ノアは下着です)                                                               | 12 de marzo de 2015     |
| 23 | «Table Flip Continued» «Zoku Chabudai Gaeshi» (続·ちゃぶだい返し)                                                               | 19 de marzo de 2015     |
| 24 | «La entrega que estaba muy lejos» «Tōsugita Nōhin» (遠すぎた納品)                                                               | 26 de marzo de 2015     |

### Recepción
En una reseña de Anime News Network, Rose Bridges dio a la serie una calificación A, aplaudiendo el concepto y el desarrollo de los personajes. Criticó de buena manera especialmente el desarrollo de la protagonista Aoi Miyamori. Dijo que "Shirobako deja una presencia fuerte en el mundo del anime, que no terminará pronto".
Una reseña del anime hecha por Kotaku explica como es vista la industria del anime desde diferentes puntos de vista, es decir, las protagonistas: "con Aoi, la asistente de producción, vemos el mundo interno de un estudio y el departamento de producción; con Ema vemos el mundo de los animadores y con Shizuka nos adentramos al mundo de los actores de voz"; además resaltan que "el anime ha cambiado, pero los problemas y detalles reales de la industria son expuestos de manera casi frontal, como el caso del conflicto de la animación 2D contra el 3D". Respecto a la comedia recalcan que "es una buena dosis de comedia, sin exagerar y mantiene la trama y los momentos cómicos en buena medida"; uno de los problemas indicados en la reseña es "que la serie usa muchos términos técnicos, en especial al principio de la serie, de manera simultánea y es difícil comprender para el espectador".
THEM Anime hizo una reseña sobre el anime, empezando por exponer las situaciones de cada protagonista que "hacen lo posible por sobrevivir en la industria, como ejemplo monstrando dolor, empatía e incluso frustraciones reales"; sin embargo, "el programa se ve enfocado en la historia de Aoi, dejando de lado historias con potencial de sus compañeras de clase", además "se ve y se nota el crecimiento de Aoi como profesional, incluso persiguiendo y cazando animadores con una confianza renovada". Uno de los detalles que remarcar al final la reseña es que "personajes como Taro o el director Kinoshita, reflejan lo fácil que es para miembros masculinos entrar y ser exitosos en la industria del anime, por otro lado vemos a miembros femeninos en puestos relevantes como la mánager general, la mayoría de las chicas animadoras y las actrices de voz"; también se expone un "lado sexista, al ver al equipo de producción elegir a las actrices de voz por su ternura, belleza o tamaño de sus senos". Por último resaltan que "es un anime que debe de ser visto por los fanáticos de la animación y de los mejores trabajo del estudio P.A. Works".
Shirobako ganó el premio Kobe de animación en 2015. También el premio Anime del año en el Tokyo Anime Awards del 2016, además del Premio al Departamento de Animación en el 19 Festival Media Arts de Japón.